# Diocese de San Carlos de Ancud
A Diocese de San Carlos de Ancud (latim: Dioecesis Sancti Caroli Anduciae) é uma diocese localizada na cidade de Ancud, pertencente a Arquidiocese de Puerto Montt no Chile. Foi fundada em 1 de julho de 1840 pelo Papa Gregório XVI. Com uma população católica de 146.256 habitantes, sendo 81,5% da população total, possui 27 paróquias com dados de 2017.

## História

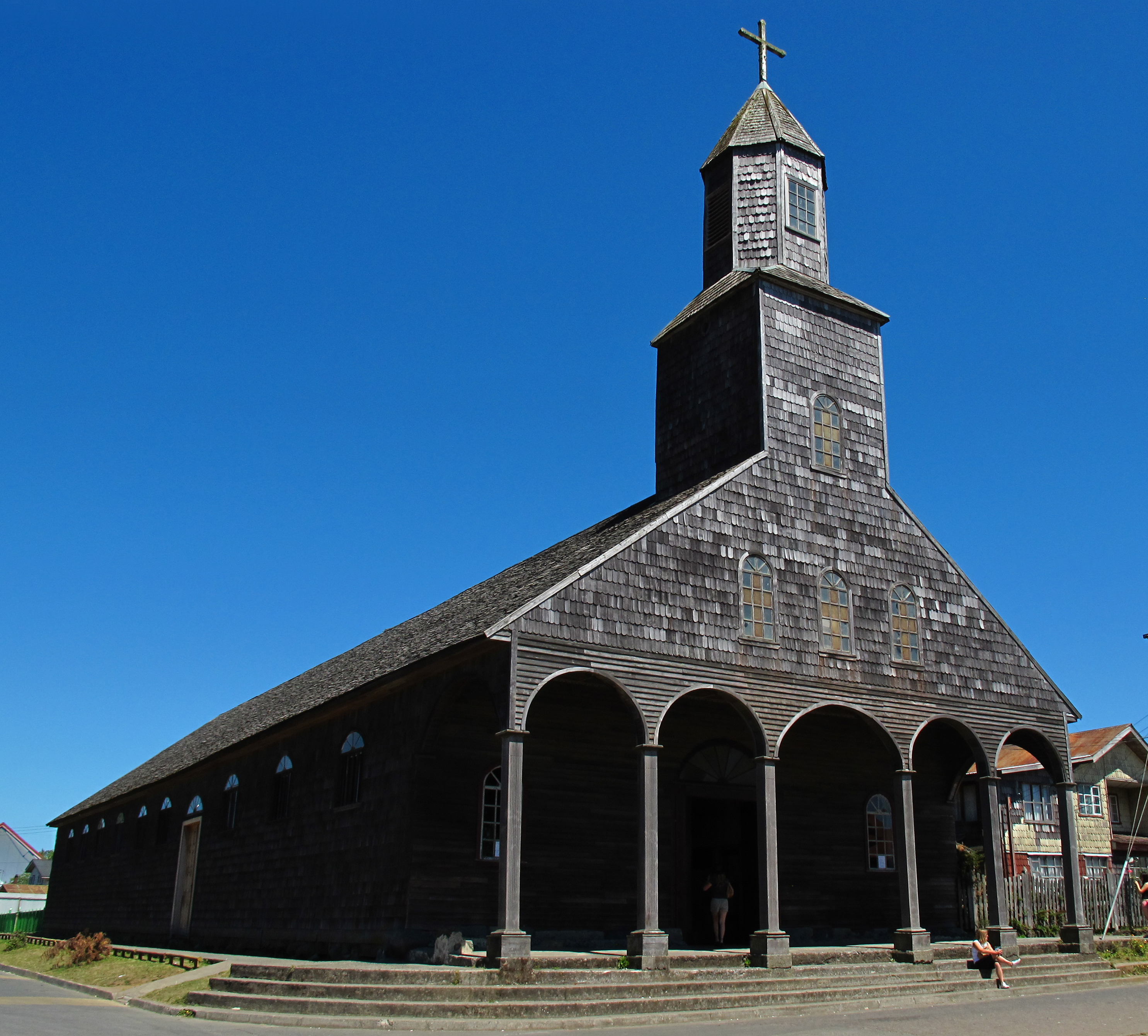
Igreja Santa Maria de Loreto de Achao, Patrimônio Mundial desde 1970, pertence a essa diocese

A Diocese de San Carlos de Ancud foi criada em 1 de julho de 1840 pelo Papa Gregório XVI através da cisão  da então Diocese de Concepción. Em 1910 perde território para a criação da então Missão sui iuris de Valdivia. Em 1939 perde novamente território para a criação da então Diocese de Puerto Montt. Em 1940 tem sua última perda de território, dessa vez para a criação do Vicariato Apostólico de Aysén. 

## Lista de bispos
A seguir uma lista de bispos desde a criação da diocese em 1840. 
|                 | Nome                                  | Período    | Notas                                        |
| Bispos          | Bispos                                | Bispos     | Bispos                                       |
| --------------- | ------------------------------------- | ---------- | -------------------------------------------- |
| 16º             | Juan Maria Florindo Agurto Muñoz      | 2005-atual |                                              |
| 15º             | Juan Luis Ysern de Arce               | 1974-2005  | Aposentado                                   |
| 14º             | Sergio Otoniel Contreras Navia        | 1966-1974  | Nomeado bispo auxiliar de Concepción         |
| 13º             | Alejandro Durán Moreira               | 1959-1966  | Nomeado bispo de Los Ángeles                 |
| 12º             | Osvaldo Salinas Fuenzalida            | 1950-1958  | Nomeado bipso de Linares                     |
| 11º             | Cándido Rada Senosiáin                | 1945-1949  | Renunciou                                    |
| 10º             | Hernán Frías Hurtado                  | 1940-1945  | Nomeado bispo de Antofagasta                 |
| 9º              | Ramón Munita Eyzaguirre               | 1934-1949  | Nomeado bispo de Puerto Montt                |
| 8º              | Abraham Aguilera Bravo                | 1924-1933  |                                              |
| 7º              | Luis Antonio Castro Alvarez           | 1918-1924  | Renunciou                                    |
| 6º              | Pedro Armengol Valenzuela Poblete     | 1910-1916  | Renunciou                                    |
| 5º              | Ramón Angel Jara Ruz                  | 1898-1909  | Nomeado bispo de La Serena                   |
| 4º              | Agustín Lucero Lazcano                | 1886-1897  |                                              |
| 3º              | Juan Francisco de Paula Solar Mery    | 1857-1882  |                                              |
| 2º              | Vicente Gabriel Tocornal Velasco      | 1853-1857  |                                              |
| 1º              | Justo Donoso Vivanco                  | 1848-1853  | Nomeado bispo de La Serena                   |
| Bispo coadjutor |                                       |            |                                              |
| 1º              | Juan Maria Florindo Agurto Muñoz, OSM | 2001-2005  |                                              |
| Bispo auxiliar  |                                       |            |                                              |
| 1º              | Augusto Klinke Leier                  | 1908-1910  | Nomeado administrador apostólico de Valdivia |